# August Bolte (Widerstandskämpfer)
August Bolte (* 1. April 1896 in Hannover; † 15. Oktober 1981 in Ost-Berlin) war ein deutscher kommunistischer Gewerkschaftsfunktionär und Widerstandskämpfer.

## Leben
Nach dem Besuch der Schule absolvierte Bolte keine berufliche Ausbildung, auch wenn er später als angelernter Metallarbeiter tätig war. In jungen Jahren trat er der SPD bei. Später trat er aus der Partei wieder aus. Erst im Jahr 1927 organisierte sich Bolte in der KPD. Zugleich war er Mitglied der Roten Hilfe Deutschlands (RHD).
Ab 1931 war Bolte Redakteur der Zeitschrift „Der Metallblock“, die das offizielle Organ des Einheitsverbandes der Metallarbeiter Berlins (EVMB), des ersten eigenständigen Verbandes der Revolutionären Gewerkschafts-Opposition (RGO), war. Er gehörte von Ende 1930 bis Anfang 1933 dem engeren Vorstand des EVMB an.
Nachdem ein kleiner Teil des EVMB zu Beginn des Nationalsozialismus in die Illegalität gegangen war, wurde Bolte im Sommer 1933 Instrukteur des illegalen Verbandes für die Bezirke Wedding und Reinickendorf-Ost. Die Historiker Siegfried Mielke und Stefan Heinz schreiben hinsichtlich der Aufgaben Boltes: „Schwerpunkte der Aktivitäten von Bolte lagen zum einen im Aufbau der illegalen Organisationsstrukturen. Hier gelang es ihm, den späteren Instrukteur für die EVMB-Bezirke 5 bis 8, Wilhelm Bielefeld, ebenso für die Mitarbeit zu gewinnen wie Hans Brennig, Erwin Sickert, Wilhelm Haase, Karl Schatz und Wilhelm Lentzsch, die alle als Bezirksleiter führende Funktionen im EVMB übernahmen. Zum anderen engagierte sich Bolte bei der Herstellung und Verbreitung illegaler Flugblätter und Zeitschriften.“
Nachdem Bolte am 13. Dezember 1933 verhaftet worden war, kamen er und die meisten seiner illegalen Mitstreiter in das KZ Columbia, wo er bis Anfang Januar 1934 blieb. Vom 5. bis 17. Januar 1934 war die Gruppe kommunistischer Gewerkschafter im KZ Oranienburg inhaftiert. Anschließend kamen die Kommunisten in Untersuchungshaft in Berlin-Moabit. Schließlich wurde Bolte vom Kammergericht Berlin am 19. Juni 1934 zu drei Jahren Zuchthausstrafe verurteilt. Das Gericht begründete diese vergleichsweise hohe Strafe, die mit ihm auch der Kopf des illegalen EVMB Rudolf Lentzsch erhielt, mit dem „umfangreichen“ und „verbrecherischen Treiben“ dieser Angeklagten. Bolte kam ins Zuchthaus Brandenburg-Görden. Anschließend war er im KZ Sachsenhausen inhaftiert, aus dem man ihn am 20. April 1939 entließ.
Zum Ende des Zweiten Weltkriegs geriet Bolte als Angehöriger eines Strafbataillons in britische Kriegsgefangenschaft. Erst Anfang 1947 konnte er nach Berlin zurückkehren. Er arbeitete dort bei der Deutschen Wirtschaftskommission. Später war Bolte beim Freien Deutschen Gewerkschaftsbund (FDGB) tätig. Bolte, der Mitglied und Funktionär der SED war, bekam einige hohe Auszeichnungen in der DDR. Bestattet ist er auf dem Zentralfriedhof Friedrichsfelde.